# Soul (série de jeux vidéo)
 (mars 2020).
Si vous disposez d'ouvrages ou d'articles de référence ou si vous connaissez des sites web de qualité traitant du thème abordé ici, merci de compléter l'article en donnant les références utiles à sa vérifiabilité et en les liant à la section « Notes et références ».
Pour les articles homonymes, voir Soul (homonymie).
Ne doit pas être confondu avec Souls (série de jeux vidéo).
Soul (parfois nommée SoulCalibur en omettant le premier épisode) est une série de jeux vidéo de combat développée par la société Namco, devenue Bandai Namco Games.
Le héros de cette série est Siegfried Schtauffen jusqu'à SoulCalibur IV. Dans SoulCalibur V, le héros est Patroklos Alexandra, fils de Sophitia Alexandra et neveu de Casandra Alexandra.
Les antagonistes de cette série sont Nightmare et son épée Soul Edge.

## Jeux
- 1996 : Soul Edge/Blade
- 1998 : SoulCalibur
- 2002 : SoulCalibur II
- 2005 : SoulCalibur III
- 2007 : SoulCalibur Legends
- 2008 : SoulCalibur IV
- 2009 : SoulCalibur: Broken Destiny
- 2012 : SoulCalibur V
- 2014 : SoulCalibur: Lost Swords
- 2018 : SoulCalibur VI

## Armes Centrales

### Soul Edge
Soul Edge est l'arme au centre des jeux de la série des Soul comme Soul Calibur. Soul Edge est une arme maléfique qui s'oppose à Soul Calibur. Elle est si puissante qu'elle peut se matérialiser.

#### Incarnations sans hôtes
- Inferno

C'est la forme de Soul Edge quand elle n'a pas d'hôte. Il ressemble à un squelette avec une peau de feu.
- Nightmare

À l'origine, Nightmare était le nom de Soul Edge lorsqu'il contrôlait Siegfried.
Quand ce dernier se libère de l'épée maléfique, celle-ci prend le contrôle de l'armure azur grâce à l'aide de Zasalamel. Nightmare est alors une armure vide animée par magie.
- Night Terror

C'est un énorme hybride qui est une forme plus démoniaque et plus puissante de Nightmare.

#### Hôtes connus et leur forme démoniaque
- Zasalamel
  - Forme démoniaque: Abyss
- Cervantes de Leon
  - Forme démoniaque: Soul Edge

- Siegfried Schtauffen
  - Forme démoniaque: Nightmare
- Graph Dumas (Raphael Sorel)
  - Forme démoniaque: Nightmare
- Pyrrha Alexandra
  - Forme démoniaque: Pyrrha Ω
- Necrid

#### Porteur non influencé
- Algol

### Soul Calibur
Soul Calibur est une arme bénéfique créée par Algol à partir de fragment purifiés de Soul Edge. Elle apparaît pour s'opposer à Soul Edge.
D'après certaine légende, elle a été utilisée notamment par le Roi Arthur sous le nom d'Excalibur, contre les saxons qui possédaient Soul Edge.

#### Porteurs connus
- Roi Arthur
- Chai Xianghua
- Algol
- Siegfried Schtauffen
- Patroklos Alexandra